# Ваттель, Эмер де
Эмер де Ватте́ль (фр. Emer de Vattel), также Эмерих фон Фаттель (нем. Emerich von Vattel; 25 апреля 1714 года, fr:Couvet — 28 декабря 1767 года, Невшатель) — швейцарский юрист, советник саксонского курфюрста Фридриха Августа II, посол Саксонии в Швейцарии. Прославился как автор трудов о естественных правах человека и по международному праву.
Главное его сочинение — «Право народов, или Принципы естественного права, применяемые к поведению и делам наций и суверенов» (1758). Этим трудом пользовался Джордж Вашингтон, первый американский президент (1789—97), взявший книгу в библиотеке Нью-Йорка 5 октября 1789 года и никогда её не вернувший. На русский язык сочинение было переведено и издано Госюриздатом в 1960 году.

## Биография
Сын протестантского священника, Ваттель родился в 1714 году в Невшательском княжестве, изучал в университетах Базеля и Женевы гуманитарные науки и философию, последнюю преимущественно по Лейбницу и Вольфу, последователь последнего.
Возбудив внимание своим остроумным сочинением «Защита системы Лейбница» (Лейден, 1741), он, как прусский подданный, поехал в Берлин искать место по дипломатической части, но безуспешно, и в 1743 году отправился в Дрезден, где граф Брюль назначил его саксонским посланником в Берн. В этой должности Ваттель подготовил к изданию знаменитое своё сочинение «Право народов» (1758).
Выделяется не столько оригинальностью своих идей, сколько талантом популяризатора и формой изложения. В первом издании «Большой советской энциклопедии» ему была дана следующая характеристика: «Идеологически Ваттель отображает стремления буржуазии, как восходящего класса, в ее борьбе с остатками феодализма, выступая поборником религиозной терпимости, равноправия государств, освободительной интервенции против „невыносимой тирании“ и „угнетателей“». 
Эмер де Ваттель умер 28 декабря 1767 годав Невшателе.

## Издания
- «Защита системы Лейбница» (Défense du système Leibnitien etc.; Лейден, 1741)[7]
- «Право народов, или Принципы естественного права, применяемые к поведению и делам наций и суверенов» (Droit des gens, ou principes de la loi naturelle appliqués à la conduite et aux affaires des nations et des souverains; Невшатель, 3 т., 1758 и др. изд. в Париже и Лондоне; том 1, т. 2, т. 3; 4-е изд., пополненное и с заметкой о Ваттеле, Амстердам, 1775; Париж, 3 т., 1863).

Во время своего пребывания в Швейцарии он издал несколько мелких брошюр:
- «Mélanges de littérature, de morale et de politique»,
- «Loisirs philosophiques» (Дрезден, 1747),
- «La poliergie» (Париж, 1757; изд. 1766) и пр.

Его последнее сочинение «Questions de droit naturel, ou observations sur le traité du droit de la nature par Wolf» (Берн, 1762) заключает в себе остроумную критику философии Вольфа.

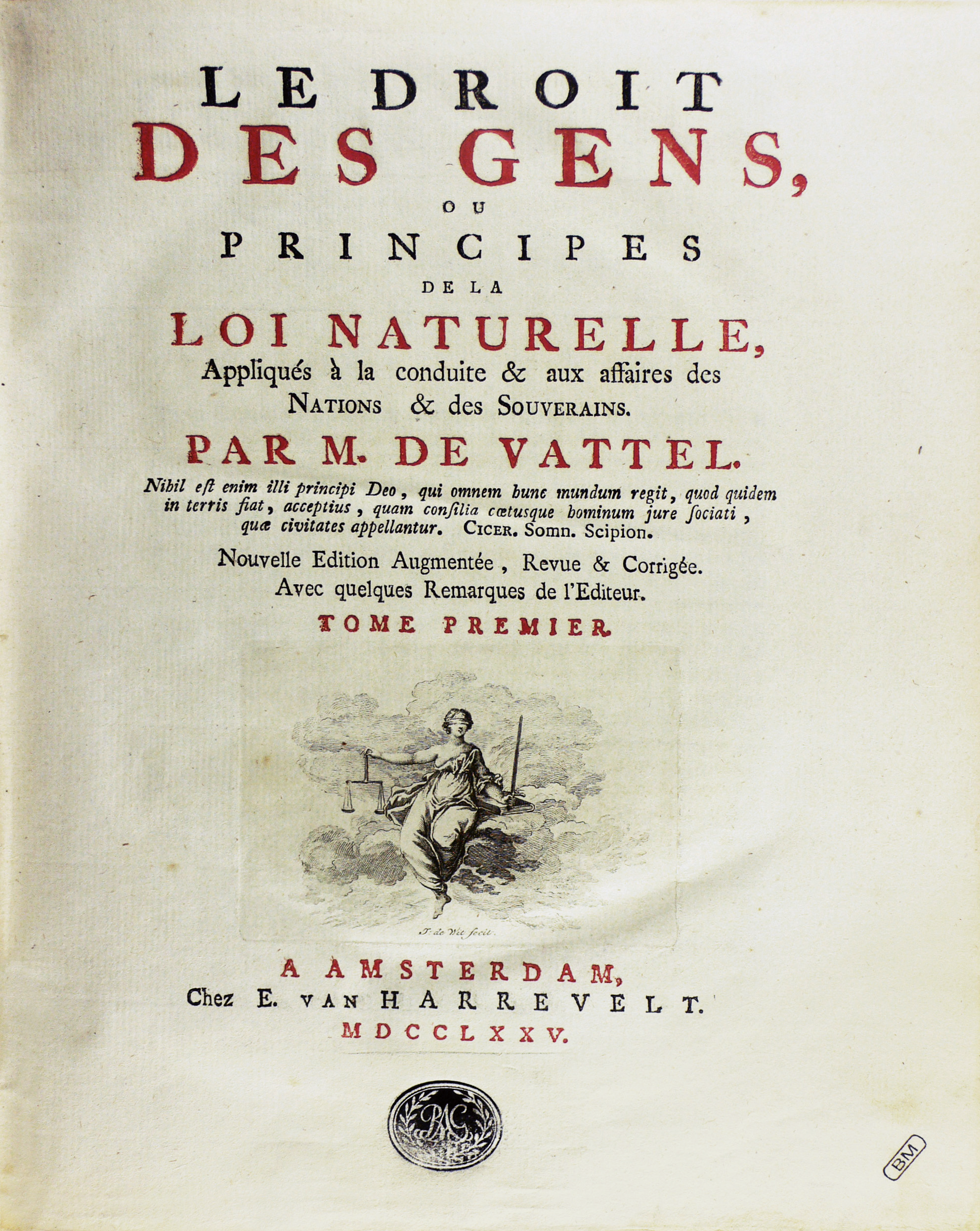
«Право народов», 1775.

### «Право народов» (1758)
Будучи в должности саксонского посланника в Берне, Ваттель подготовил к изданию прославившее его сочинение «Право народов» (1758), полное название «Право народов, или Принципы естественного права, применяемые к поведению и делам наций и суверенов». Русскоязычное издание выпущено в 1960 году.
В этом сочинении Ваттель является последователем Христиана фон Вольфа, ученика Лейбница. Популяризируя малодоступное, сухое и математическое изложение Вольфа, Ваттель имел в виду дать дипломатам легко читаемую и настольную книгу, чего и добился: его труд выдержал несколько изданий, имел нескольких комментаторов и служил практической настольной книгой для дипломатов и государственных людей. В этом труде автор отстаивал начала просвещения и разума против политики патримониального государства, гуманность и национальную самостоятельность — против варварства прежних времен и чужеземной власти.
В этом сочинении он писал о праве народа на самоопределение и отделение от государства: «независимый народ, который не делаясь членом другого государства, добровольно становится к нему в отношения зависимости или подчинения с целью получения покровительства, освобождается от своих обязательств, коль скоро это покровительство недостаточно».